# Pränatal
Die Ausdrücke pränatal (auch praenatal) und präpartal (auch praepartal) sowie  antenatal und antepartal bedeuten „vor der Geburt“, wobei -natal auf das Kind und -partal auf die Mutter bezogen ist. Natus ist die Geburt aus Sicht des Kindes („ich werde geboren“). Partus ist die Geburt aus Sicht der Mutter („ich gebäre“). Es sind Zusammensetzungen der lateinischen Vorsilben prae- „vor“ oder ante- „vor(angehend)“ mit abgeleiteten Formen des Adjektivs natalis „geburtlich, die Geburt betreffend“ beziehungsweise des Substantivs partus „das Gebären“ (korrekt abgeleitet: -partual).
Bezeichnet werden damit in der Medizin solche körperlichen und psychischen Veränderungen bei der Schwangeren und dem Fötus, die sich während der Schwangerschaft und vor der Geburt ereignen. Die Medizin in der vorgeburtlichen Zeitspanne wird Pränatalmedizin genannt. Unter pränataler Diagnostik versteht man Untersuchungen des ungeborenen Kindes und der Schwangeren, unter pränataler Medizin die vorgeburtliche Untersuchung sowie Behandlung ungeborener Kinder.
Vorgänge in einer gewissen Zeitspanne „um die Geburt herum“ – also bei der Geburt sowie etwas davor und etwas danach – werden als perinatal (siehe auch Perinatalperiode) beziehungsweise als peripartal bezeichnet, so beispielsweise peripartale Blutungen.
Dagegen bezeichnen die Ausdrücke postnatal und postpartal Vorgänge, Ereignisse oder Zustände, die „nach der Geburt“ (post natum beziehungsweise post partum) auftreten, zum Beispiel postnatale Oogenese und postpartale Stimmungskrisen.